# Максимович, Митар
Ми́тар «Ма́ндо» Макси́мович (серб. Митар Максимовић; 10 октября 1963, Доне-Забрдже — 27 декабря 2002, Дворови) — сербский воевода четников, военнослужащий Армии Республики Сербской, командир подразделения «Львы с Маевицы».

## Биография
В прошлом Митар был футболистом и играл за команду «Маевица» из села Забрдже, а также выступал за «Рудар» из Углевика. 26 сентября 1991 года после начала войны в Хорватии прибыл в Книн и был зачислен в 1-ю Бенковацкую бригаду. Участвовал в битвах за Книн и Бенковац, благодаря своей храбрости стал командиром роты. Спустя девять месяцев Митар вернулся в свой родной край, чтобы защитить от мусульман Углевик. 10 апреля 1992 года вышел к Столице на Маевице, после чего сформировал элитную боевую группу «Обиличи», которая вскоре стала известна как «Львы с Маевицы» или «Мандовы львы». В своём составе этот отряд насчитывал до 600 человек. В боях он потерял 52 человек убитыми и 180 ранеными. Отряд участвовал в боях за Брчко, Озрен и других местах бывшей Югославии.
13 мая 1993 года Митар Максимович был произведён в воеводы личным распоряжением Воислава Шешеля, а также награждён орденом Милоша Обилича. После войны он был председателем Скупщины по общине Углевик.
27 декабря 2002 года Максимович погиб в автокатастрофе. Он оставил жену Лиляну, сына Душана и дочь Божану. В память о нём спустя пять лет был открыт памятник в городе Углевик, также имя Митара Максимовича носит благотворительный футбольный турнир. Память о нём увековечена и сербским певцом Байя Мали Книнджа, который посвятил свою песню «Препелице» с альбома «Глуви барут» Митару Максимовичу.